# Сухой Карачан (нижний приток Карачана)
Сухо́й Карача́н — река в Воронежской и Тамбовской областях России. Истоки реки находятся в селе Григорьевка. В верховье протекает по оврагу Симкин у посёлка Симкин. В Сухой Карачан выходят овраги: Ближний Крутой (в 19 километрах от устья реки, к левому берегу; у окончания оврага Симкин), Крутой (к левому берегу), Караичев (в 15 километрах от устья, к правому берегу). В нижнем течении на реке стоит деревня Липяги и село Народное. Впадает слева в реку Карачан (Мокрый Карачан) у деревни Михайловка в 51 километре от её устья. Длина реки — 41 км, площадь водосборного бассейна − 287 км². В верхнем и среднем течении в сухое время года пересыхает, здесь же на реке для сбережения воды устроено несколько запруд (прудов).

## Данные водного реестра
По данным государственного водного реестра России относится к Донскому бассейновому округу, водохозяйственный участок реки — Хопёр от впадения реки Ворона и до устья, без рек Ворона, Савала и Бузулук, речной подбассейн реки — Хопер. Речной бассейн реки — Дон (российская часть бассейна).
Код объекта в государственном водном реестре — 05010200512107000007018.